# Ait Ikkou
Ait Ikkou (franska: Ait Ikkou (CR), Ait Ikkou (Commune Rurale), arabiska: الغوالم) är en kommun i Marocko.   Den ligger i provinsen Khémisset och regionen Rabat-Salé-Kénitra, i den nordöstra delen av landet, 80 km sydost om huvudstaden Rabat. Antalet invånare är 10 676.